# Нарпайський район
Нарпайський район (узб. Narpay tumani, Нарпай тумани) — адміністративний район розташований у західній частині Самаркандської області Узбекистану. Площа району складає 440 км², населення станом на 2002 рік 152 000 чол. До складу району входить 1 місто, 3 селищ та 9 сільських сходів. Адміністративний центр району – місто Акташ.

## Історія
До 1917 року протягом кількох століть Акташ та його околиці входили до складу Бухарського емірату. Район було засновано у 1920-х роках, а у 1938 році район став частиною Самаркандської області. На його території розташовані мечеті різних історичних епох. 

## Транспорт
Через місто Акташ проходить залізниця та державна дорога, що з’єднує Самарканд та Бухару. 

## Економіка
Більша частина району розташована в родючій долині Карадар’ї та меліоративних каналів. Тут процвітає землеробство (бавовна, зерно), тваринництво а також виноградарство та виробництво шовку. Промисловість представлена підприємствами легкої, харчової та будівельної промисловості.

## Рельєф та клімат
Південна частина району зайнята невисоким (до 1100 метрів) гірським хребтом. Переважає континентальний клімат з короткою, але холодною та жарким посушливим літом.

## Адміністративний поділ
Місто:
- Акташ

Селища:
- Мирбазар
- Гулистон
- Чархин

Села:
- Алтиугил
- Імені Іслома Шоїра
- Каракуль
- Косагаран
- Кадим
- Чакар
- Янгикурган
- Янгирабад
- Карасирак